# Skyler Flatten
Skyler Flatten  (n. Clark, Dakota del Sur, 2 de julio de 1995) es un jugador de baloncesto estadounidense. Con 1,98 metros de altura juega en la posición de escolta. Actualmente milita en las filas del Al-Saad de la QBL de Catar.

## Trayectoria deportiva
Es un escolta formado en Clark High School de su ciudad natal, antes de ingresar en 2013 en la Universidad Estatal de Dakota del Sur, situada en Brookings, Dakota del Sur, donde jugó durante cinco temporadas con los South Dakota State Jackrabbits, desde 2014 a 2019.
Tras no ser drafteado en 2019, firma un contrato temporal por los Miami Heat, pero sería cortado más tarde. 
El 27 de octubre de 2019, firma por los Sioux Falls Skyforce de la NBA G League, con el que disputa 24 partidos.
En la temporada 2021-22, se compromete con el Borås Basket de la Basketligan, la máxima categoría del baloncesto sueco.
El 31 de julio de 2022, firma por el Pınar Karşıyaka de la Basketbol Süper Ligi.
En octubre de 2024 se unió al club catarí Al-Sadd, con el que debutó en la Qatar Cup.